# Atsugi
Atsugi (japanska: 厚木市?, Atsugi-shi) är en stad i Kanagawa prefektur i Japan. Staden fick stadsrättigheter 1955 och 
har sedan 2002 
status som speciell stad (japanska: 特例市?, Tokureishi) enligt lagen om lokalt självstyre.